# La viuda negra (película de 2025)
La viuda negra es una película española de crimen, thriller y drama de 2025, dirigida por Carlos Sedes y escrita por Ramón Campos, Gema R. Neira, Jon de la Cuesta, David Orea y Javier Chacártegui. Está protagonizada por Ivana Baquero, Tristán Ulloa y Carmen Machi y basado en el caso real del asesinato de Antonio Navarro Cerdán en Patraix, Valencia. Se estrenó en Netflix el 30 de mayo de 2025.

## Trama
En agosto de 2017, un hombre fallecido aparece en Valencia, acuchillado siete veces. La investigación de la Guardia Civil apunta a un crimen pasional y a su joven viuda, Maje (Ivana Baquero), como la principal sospechosa.

## Reparto
- Ivana Baquero como Maje (María Jesús Moreno)
- Tristán Ulloa como Salva (Salvador Rodrigo)
- Carmen Machi como Eva (Eva Torres)

## Producción
El 22 de septiembre de 2024, Netflix anunció por primera vez sus dos nuevos proyectos de películas españolas originales, La viuda negra y Cortafuego, la primera de las cuales estaría dirigida por Carlos Sedes y producida por Bambú Producciones. El 22 de noviembre de 2024, tuvo lugar un día de rodaje de La viuda negra en el municipio madrileño de Alcorcón, cerca del Colegio Amor de Dios. El 4 de diciembre de 2024, se anunció que Ivana Baquero, Tristán Ulloa y Carmen Machi protagonizarían la película. La película fue escrita por Ramón Campos, Gema R. Neira, Jon de la Cuesta, David Orea y Javier Chacártegui, quienes anteriormente colaboraron juntos en la miniserie El caso Asunta.

## Lanzamiento y marketing
El 9 de abril de 2025, Netflix anunció que estrenaría La viuda negra en su plataforma el 30 de mayo de 2025. El 19 de mayo de 2025, Netflix lanzó el tráiler de la película.